# Olympische Sommerspiele 1968/Teilnehmer (Vereinigte Arabische Republik)
| Gelbes Symbol für Goldmedaillen mit stilisierten Olympischen Ringen | Graues Symbol für Silbermedaillen mit stilisierten Olympischen Ringen | Braundes Symbol für Bronzemedaillen mit stilisierten Olympischen Ringen |
| ------------------------------------------------------------------- | --------------------------------------------------------------------- | ----------------------------------------------------------------------- |
| —                                                                   | —                                                                     | —                                                                       |

Die Vereinigte Arabische Republik nahm an den Olympischen Sommerspielen 1968 in Mexiko-Stadt mit einer Delegation von 30 männlichen Athleten an 18 Wettkämpfen in sieben Sportarten teil. Ein Medaillengewinn gelang keinem der Athleten.

## Teilnehmer nach Sportarten

### Boxen
- Mohamed Selim Soheim
Halbfliegengewicht: in der 1. Runde ausgeschieden

- Abdel Hadj Khallaf Allah
Federgewicht: im Viertelfinale ausgeschieden

- Sayed El-Nahas
Halbmittelgewicht: im Achtelfinale ausgeschieden

- Hassan Nour-el-Din Aman
Halbschwergewicht: im Achtelfinale ausgeschieden

- Talaat Dahshan
Schwergewicht: im Achtelfinale ausgeschieden

### Fechten
Männer
- Mohamed Gamil El-Kalyoubi
Florett: im Viertelfinale ausgeschieden
Florett Mannschaft: in der 1. Runde ausgeschieden

- Ahmed El-Hamy El-Husseini
Florett: im Viertelfinale ausgeschieden
Florett Mannschaft: in der 1. Runde ausgeschieden

- Moustafa Soheim
Florett: im Viertelfinale ausgeschieden
Florett Mannschaft: in der 1. Runde ausgeschieden

- Ahmed Zein El-Abidin
Degen: in der 1. Runde ausgeschieden
Florett Mannschaft: in der 1. Runde ausgeschieden

### Gewichtheben
- Mohamed Herit
Bantamgewicht: ohne gültigen Versuch

- Bakr Bassam
Halbschwergewicht: 11. Platz

- Gaber Hafez
Halbschwergewicht: 17. Platz

### Ringen
- Mohamed Salem
Fliegengewicht, griechisch-römisch: in der 2. Runde ausgeschieden
Fliegengewicht, Freistil: in der 2. Runde ausgeschieden

- Ibrahim El-Sayed
Bantamgewicht, griechisch-römisch: 6. Platz

- Yehya Mohamed Hassanein
Federgewicht, griechisch-römisch: in der 2. Runde ausgeschieden

- Mahmoud El-Sherbini
Leichtgewicht, griechisch-römisch: in der 2. Runde ausgeschieden

### Schießen
- Mohamed Mehrez
Trap: 19. Platz

- Badir Shoukri
Trap: 44. Platz

### Wasserball
- 15. Platz
Mohamed Abid Soliman
Salah El-Din Shalabi
Mohamed El-Bassiouni
Sameh Soliman
Galal Touny
Adel El-Moalem
Alaa El-Din El-Shafei
Khaled El-Kashef
Hossam El-Baroudi
Haroun Touny
Ashraf Gamil

### Wasserspringen
- Waguih Aboul Seoud
10 m Turmspringen: 19. Platz